# Пахтусов, Андрей Сергеевич
Андре́й Серге́евич Па́хтусов (10 сентября 1976, Краснодар, СССР) — российский футболист, полузащитник и нападающий.

## Карьера
Футболом начал заниматься в 1983 году, первыми тренерами были Владимир Стефанович Щегловский и Сергей Николаевич Кобеляцкий. С 1993 по 1994 год играл за «Кубань», провёл 13 матчей, после чего перешёл в «Венец», в составе которого принял участие в 19 встречах.
С 1996 по 1997 год выступал за славянскую «Ниву», в 31 игре забил 12 голов. В 1997 году играл за бельцкую «Рому». С 1999 по 2000 год снова защищал цвета «Кубани», за 2 сезона провёл 45 матчей и забил 12 мячей в первенстве, и ещё принял участие в 1 встрече Кубка России.
С 2001 по 2002 год выступал за «Актобе-Ленто», сыграл 51 матч и забил 6 голов в Высшей лиге Казахстана. В 2003 году пополнил ряды клуба «Жетысу», однако провёл за него в итоге лишь 2 встречи в чемпионате.
Также в разные годы играл на любительском уровне за команды «Изумруд-Нефтяник», «Трансмагистраль» (Динская), «Ставрос» (Витязево) и др..

## После карьеры
С 2009 года работает тренером команд 1999, 2002 и 2003 годов рождения в краснодарской СДЮСШОР-5.